# Rector (eclesiàstic)
A l'Església Catòlica el rector és el pastor propi de la parròquia que se li confia, i exerceix la cura pastoral de la comunitat que li està encomanada sota l'autoritat del Bisbe diocesà en el ministeri del qual de Crist ha estat cridat a participar, perquè en aquesta mateixa comunitat compleixi les funcions d'ensenyar, santificar i regir, amb la cooperació també d'uns altres preveres o diaques, i amb l'ajut de fidels laics, conforme a la norma del dret (codi de Dret Canònic cànon 519).

## Requisits i nomenament
Els requisits per esdevenir rector, i les seves funcions i obligacions són regulades pel dret canònic. Segons el qual el rector d'una parròquia ha de reunir els següents requisits: a) Ha de ser persona física (cf. cànon 520 § 1); b) Ha de ser prevere (cànon 521 § 1); i c) Ha de destacar a més per la seva sana doctrina i probidat moral, estar dotat de zel per les ànimes i d'altres virtuts (cànon 521 § 2).
La provisió de l'ofici de rector d'una parròquia correspon al bisbe diocesà i als qui estan al capdavant de les Esglésies particulars assimilades a la diòcesi (cf. cànons 523 i 369). Per al nomenament del rector, el Bisbe diocesà pot escollir lliurement entre els qui reuneixin els requisits indicats (cf. cànon 523). El Codi de Dret Canònic estableix dues excepcions sobre aquest tema: si algú gaudeix de dret de presentació o elecció, o el nomenament d'un religiós com a rector.

## Funcions, drets i obligacions del rector
La seva funció principal és dirigir i administrar l'església en la seva parròquia. Les seves competències per tant són les que es refereixen a la vida cristiana en la comunitat que té encomanada. Les més importants serien: a) El rector està obligat a procurar que la paraula de Déu s'anunciï en la seva integritat als qui viuen en la parròquia (cànon 528 § 1); b) Procurarà que la Santíssima Eucaristia sigui el centre de la vida parroquial (cànon 528 § 2); c) El rector ha de procurar conèixer als fidels que se li encomanen (cànon 529 § 1); i d) El rector procurarà promoure la funció pròpia dels laics, i cooperarà amb el Bisbe diocesà (cànon 529 § 2).
El dret canònic regula també una sèrie de drets, i obligacions més concrets que fan referència a viure en un habitatge digne (rectoria), dispenses en cas de malaltia, de viatge, obligació de portar al dia dels llibres de registre parroquial, formació dels fidels (catequesi, etc.),

## Jerarquia protestant
En algunes esglésies protestants congregacionals, el rector és una persona triada per dirigir la congregació amb esperit pastoral, juntament amb la responsabilitat administrativa.

## Jerarquia anglicana
En l'Església Anglicana, el rector és un tipus especial de pastor.